# Козацька вулиця (Мелітополь)
Козацька вулиця — вулиця в Мелітополі. Йде від вулиці Олександра Тишлера до вулиці Незалежності.

## Історія
Вулиця вперше згадується 1923 року як вулиця Максима Горького на Червоній Гірці.
17 червня 1929 року вулиця була перейменована на Червонофлотську.
21 жовтня 1965 року ділянка вулиці від № 76 до кінця була перейменована на вулицю Железнякова на честь Анатолія Железнякова (1895-1919), російського матроса, анархіста, командира бригади бронепоїздів часів Громадянської війни в Росії.
В 2016 році в ході декомунізації вулиця була перейменована на Козацьку.
7 квітня 2023 року, під час Російського вторгнення в Україну, російська окупаційна влада Мелітополя видала наказ про повернення вулиці імені Желязнякова.